# Maksim Pedos
Maksim Sergijovitsj Pedos (Максим Педос) (1 maart 1981) is een Oekraïens oud-langebaanschaatser.
Tijdens het EK Allround 2006 in Hamar werd Pedos 26e.

## Resultaten
| Jaar | EK Allround | WK Sprint | WK Junioren |
| ---- | ----------- | --------- | ----------- |
| 2000 |             |           | NC49        |
|      |             |           |             |
| 2003 | NC28        | -         |             |
| 2004 | NC26        | -         |             |
| 2005 | NC31        | -         |             |
| 2006 | NC26        | 47e       |             |
| 2007 | NC25        | -         |             |

- = geen deelname
NC# = niet gekwalificeerd voor de laatste afstand, maar wel als # geklasseerd in de eindrangschikking